# Schizostachyum auriculatum
Schizostachyum auriculatum là một loài thực vật có hoa trong họ Hòa thảo. Loài này được Q.H.Dai & D.Y.Huang miêu tả khoa học đầu tiên năm 1997.